# Trioceros ellioti
Trioceros ellioti là một loài thằn lằn trong họ Chamaeleonidae. Loài này được Günther mô tả khoa học đầu tiên năm 1895.

## Hình ảnh

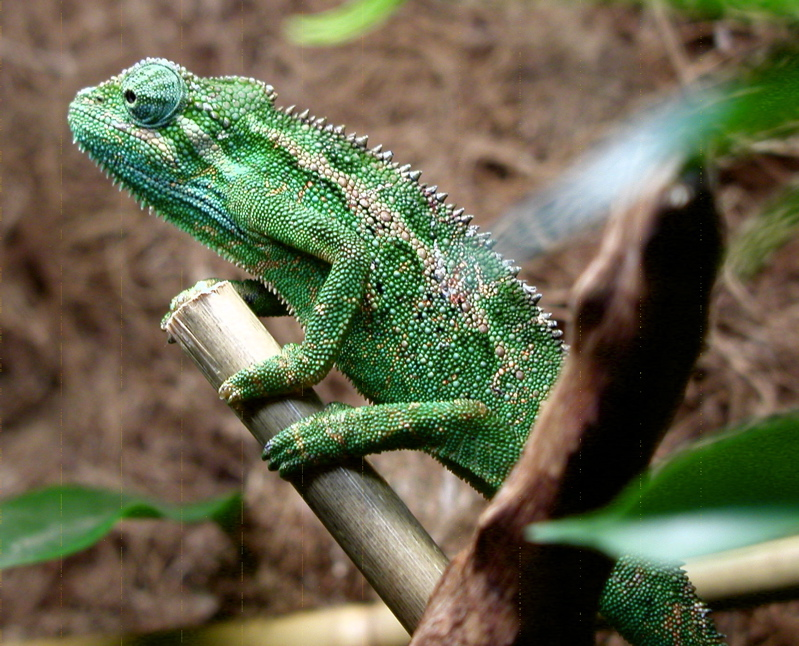